# Coccinella transversoguttata
Coccinella transversoguttata är en skalbaggsart som beskrevs av Franz Faldermann 1835. Coccinella transversoguttata ingår i släktet Coccinella och familjen nyckelpigor.

## Underarter
Arten delas in i följande underarter:
- C. t. transversoguttata
- C. t. richardsoni
- C. t. ephippiata

## Bildgalleri

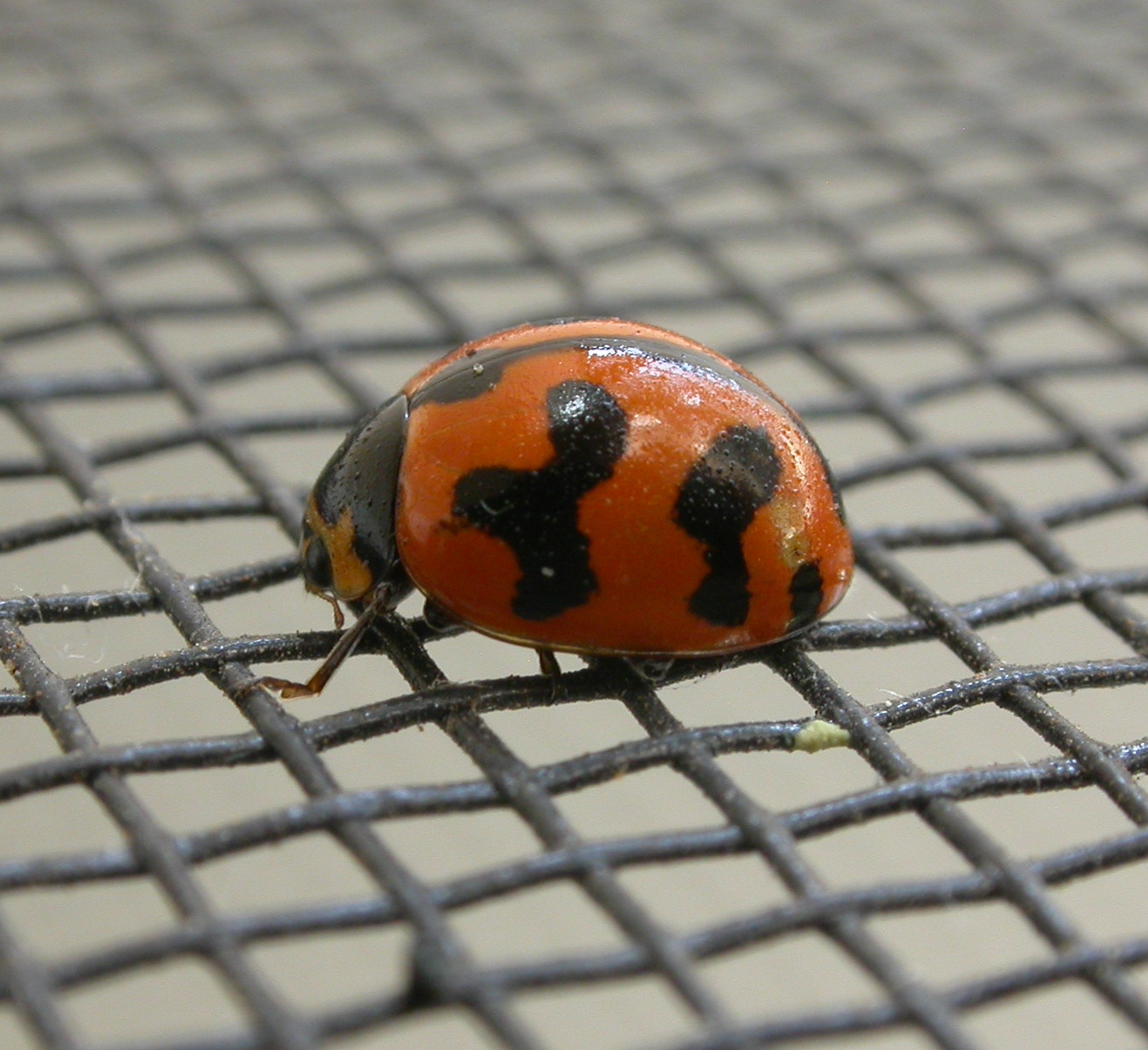
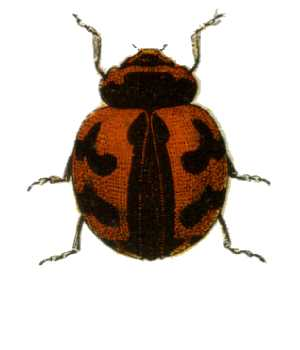
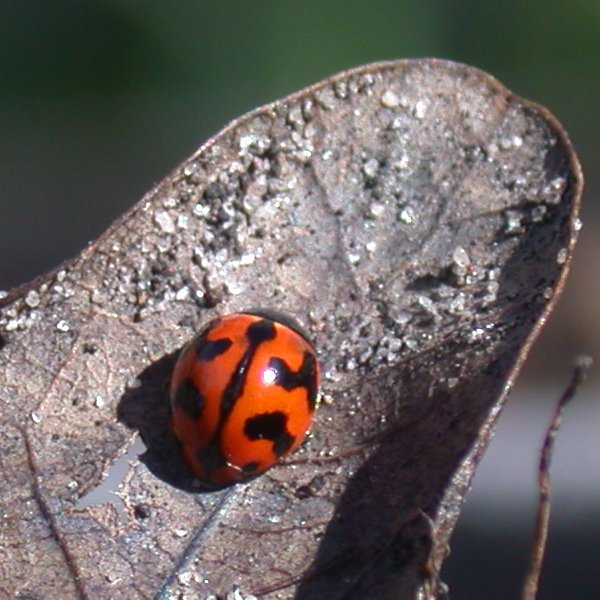
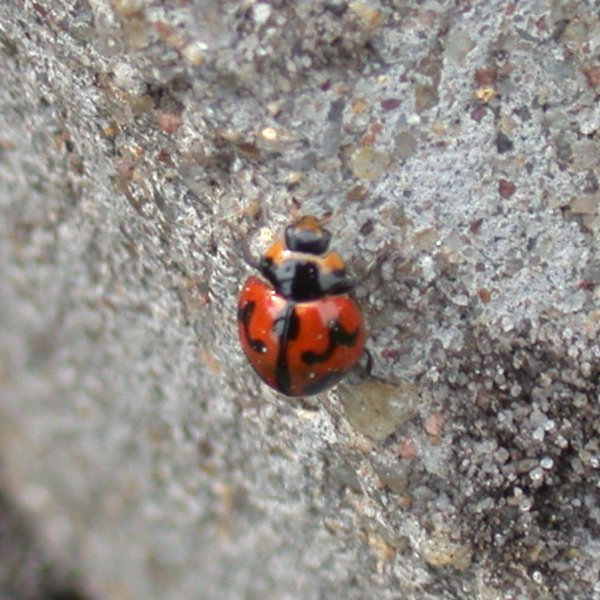
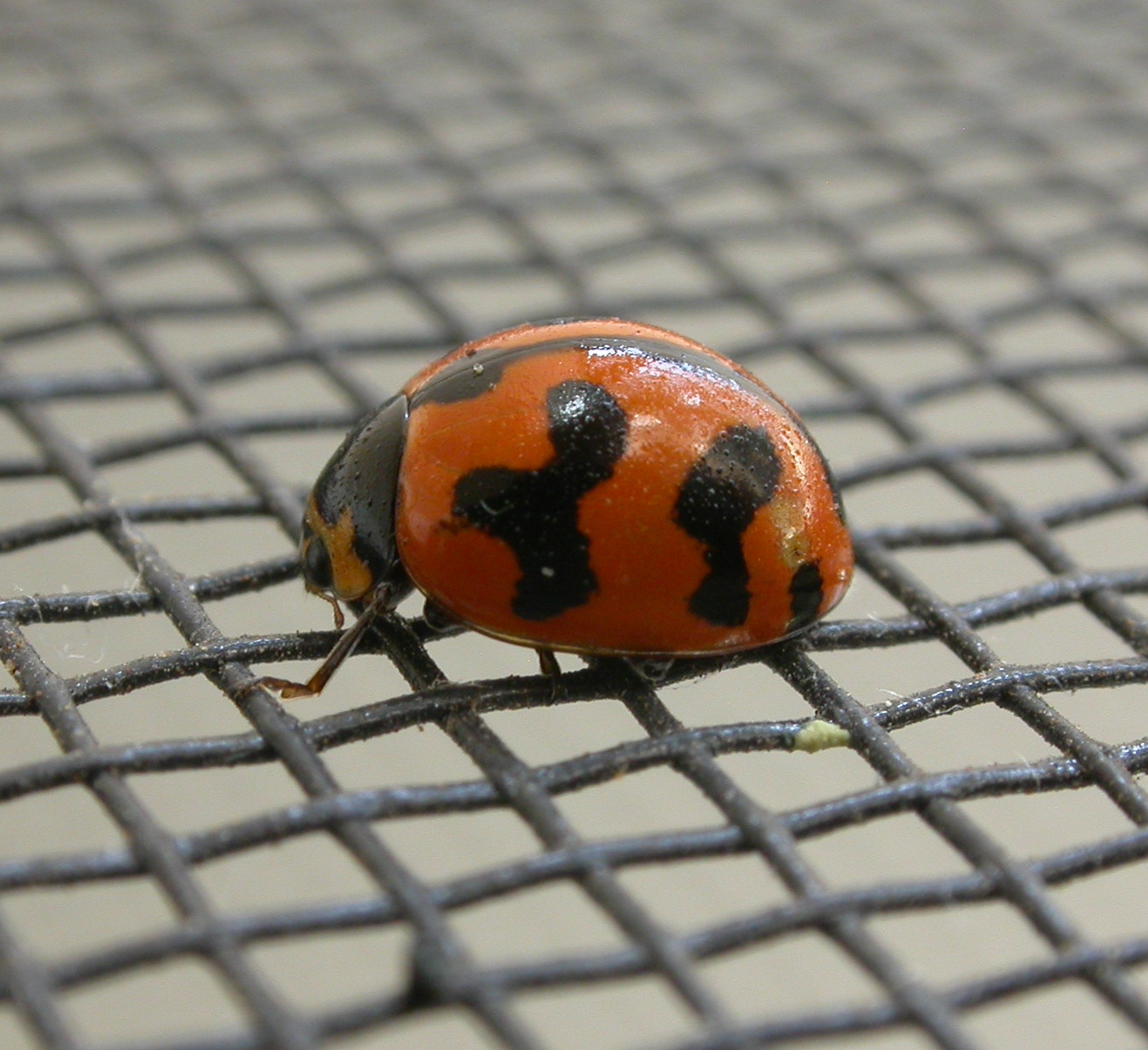